# Nicolas-Guy Kunz
 (décembre 2012).
Si vous disposez d'ouvrages ou d'articles de référence ou si vous connaissez des sites web de qualité traitant du thème abordé ici, merci de compléter l'article en donnant les références utiles à sa vérifiabilité et en les liant à la section « Notes et références ».
Nicolas-Guy Kunz est un escrimeur suisse né le 4 avril 1989 à Morges.
Il est récipiendaire du titre honorifique de sportif méritant lausannois[réf. nécessaire].

## Club
- depuis 1994 : Cercle des armes de Lausanne

## Palmarès
- Championnats suisses :
  - 2006 à 2012 : champion suisse au fleuret par équipes.
  - 2012 : champion suisse au fleuret individuel.